# Bataille d'Oivi-Gorari
Guerre du Pacifique de la Seconde Guerre mondiale
Batailles
- Buna-Gona
- Kokoda
- Isurava
- 1re Ruisseau Eora – Traversée de Templeton
- Efogi
- Ioribaiwa
- 2e Ruisseau Eora – Traversée de Templeton
- Oivi-Gorari
- Logistique alliée

La bataille d'Oivi-Gorari, qui a eu lieu entre le 4 et le 11 novembre 1942, est la dernière grande bataille de la campagne de la piste Kokoda avant la bataille de Buna-Gona. À la suite de la capture de Kokoda par les forces australiennes le 2 novembre, les Alliés commencent à transporter par avion de nouvelles munitions et de la nourriture pour atténuer les problèmes d'approvisionnement ayant ralenti leur avance vers le nord après la bataille décisive autour d'Ioribaiwa, qui, couplée à des revers ailleurs, a stoppé l'avance japonaise sur Port Moresby.
Le 4 novembre, les Australiens reprennent leur avance, poussant vers Oivi le long de la piste Kokoda-Sanananda. Autour des hauteurs d'Oivi, l'élément australien de tête, la 16e brigade, s'est heurté à des défenseurs japonais bien retranchés du détachement des mers du Sud qui ont l'intention de bloquer l'avancée australienne vers la mer. Au cours de plusieurs jours, une résistance déterminée repousse un certain nombre d'assauts frontaux, forçant le commandant de la 7e division, le général de division George Vasey, à tenter un mouvement de flanc depuis le sud. Une deuxième brigade, la 25e, contourna par la suite Oivi par une voie parallèle avant de bifurquer vers le nord et d'attaquer la position en profondeur autour de Gorari. Les combats au corps à corps provoquent de lourdes pertes des deux côtés avant que les Japonais ne se retirent vers l'est et traversent la rivière Kumusi en crue, où bon nombre de soldats se noieront et une grande quantité d'artillerie sera abandonnée.

## Contexte

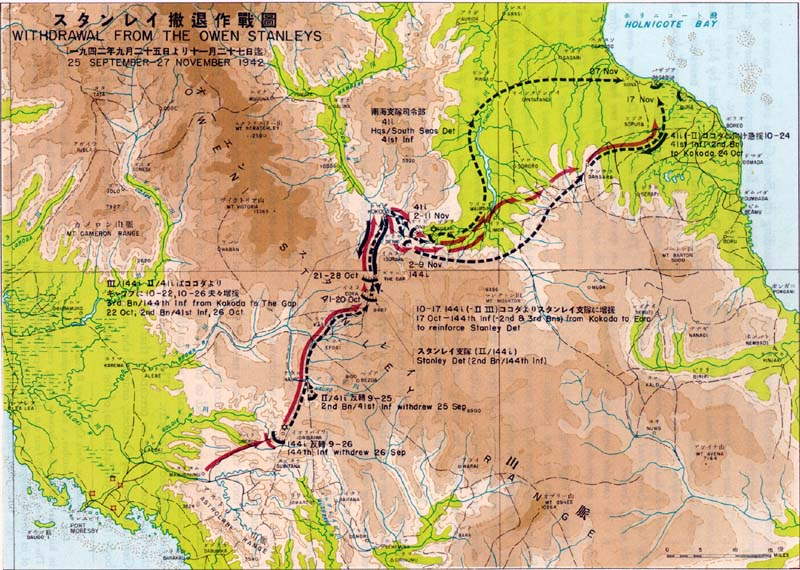
Le retrait japonais le long de la piste de Kokoda.

Le 21 juillet 1942, les forces japonaises débarquent sur la côte nord de la Papouasie autour de Buna et Gona, dans le cadre d'un plan visant à capturer la ville stratégiquement importante de Port Moresby via une avancée terrestre le long de la piste Kokoda à la suite de l'échec d'un assaut maritime pendant la bataille de la mer de Corail en mai. Au cours des trois mois suivants, les Australiens mènent une série d'actions retardatrices le long de la piste Kokoda, alors que les Japonais avancent régulièrement vers le sud en direction de Port Moresby. Après des revers autour de la baie de Milne et de Guadalcanal, et une bataille décisive autour d'Ioribaiwa, début septembre, les Japonais atteignent les limites de leur ligne d'approvisionnement et reçoivent l'ordre d'adopter une position défensive jusqu'à ce que les conditions deviennent plus favorables à un nouvel effort sur Port Moresby. Ils commencent ensuite à se replier vers le nord sur les montagnes de la chaîne Owen Stanley.
Tout au long du mois d'octobre, les Australiens, soutenus par des moyens aériens américains bombardant lourdement les lignes de communication japonaises, cherchent à prendre le contrôle de la campagne, et des actions importantes ont lieu autour de la traversée de Templeton et le long du ruisseau Eora alors que les Australiens passent à l'offensive. Les progrès s'avèrent lents et, par la suite, le haut commandement australien relève le major-général Arthur Allen de son commandement, le remplaçant par le major-général George Vasey. Enfin, le 2 novembre, Kokoda est sécurisé par les troupes de la 25e brigade du brigadier Kenneth Eather. La reprise de Kokoda fournit aux Alliés un aérodrome avancé dans lequel les approvisionnements peuvent être transportés par avion, aidant à atténuer les problèmes de réapprovisionnement qui a ralenti la poursuite alliée jusqu'à ce point, avec des approvisionnements en munitions et en nourriture améliorant considérablement la situation pour les troupes alliées et permettant aux soldats ayant été contraints à des tâches de transport, d'être réaffectés à des tâches de combat. L'aérodrome avancé réduira également considérablement le temps nécessaire pour évacuer les blessés vers Port Moresby, améliorant considérablement les chances de survie d'un soldat blessé.

## La bataille
Après une brève pause pour un ravitaillement à l'aide de largages aériens autour de Kobara, le 4 novembre 1942, l'avance australienne se poursuit après avoir sécurisé Kokoda, porté par la 7e division de Vasey. La 16e brigade du brigadier John Lloyd, venue d'Alola, contourne Kokoda, assumant ainsi la tête de la 25e brigade. Partis de Kobara, les soldats avancent au nord vers Pirivi, avant d'attaquer à l'est vers Oivi. En dehors des montagnes, et au milieu de la chaleur de la campagne plus ouverte des plaines, l'avancée s'avère lente. Néanmoins, les Australiens poussent en avant le long de la piste nord-sud plus étroite reliant Kokoda et Sanananda, jusqu'à leur arrêt le long des hauteurs autour d'Oivi par une force japonaise fortement retranchée. Dans les combats qui suivront, les deux brigades australiennes – les 16e et 25e – composé de 3 700 hommes, engagent les restes du 41e régiment d'infanterie japonais, sous les ordres du colonel Kiyomi Yazawa, et du 144e régiment d'infanterie, sous les ordres du lieutenant-colonel Tsukamoto Hiroshi. Ensemble, ces régiments forment le détachement des mers du Sud (Nankai Shintai), une formation de 2 800 hommes sous le commandement du général Tomitarō Horii, appuyée par 15 canons de montagne du 55e régiment d'artillerie de montagne et 30 mitrailleuses lourdes. Camouflés et renforcés avec des rondins de palmier, avec des champs de tir imbriqués et des tireurs d'élite dans des caoutchoucs et des palmiers, les positions sont bien établies, ayant été construites sur plusieurs semaines, avec des défenseurs japonais déterminés à prendre position. Les Australiens, qui ont manqué d'artillerie pendant la majeure partie de la campagne, sont soutenus par l'approvisionnement abondant en obus de mortier en raison de la proximité de la piste d'atterrissage de Kokoda.

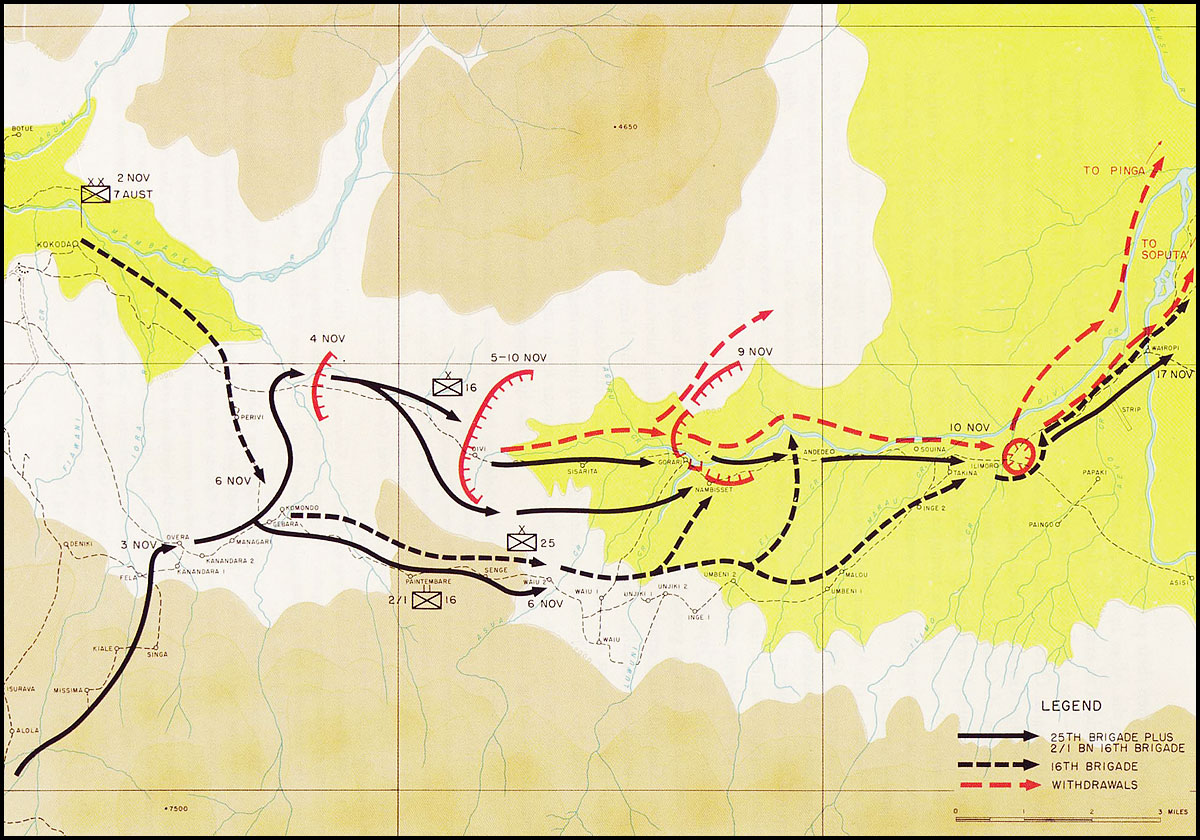
Carte de la bataille.

Plusieurs assauts frontaux de la 16e brigade, la brigade australienne de tête, autour d'Oivi sont repoussés pendant plusieurs jours, les Australiens étant soumis à des tirs d'artillerie lourde, jusqu'à ce que le commandant divisionnaire australien, Vasey, décide de lancer un mouvement de flanc vers Gorari, déterminant que dans les circonstances, il pouvait se permettre de faire avancer la 25e brigade de Kokoda, la laissant largement sans défense. Après le stockage des magasins, l'attaque débute. Deux bataillons – les 2/2e et 2/3e bataillons d'infanterie, ainsi que le 3e bataillon d'infanterie de la milice – épinglent les défenseurs japonais en place autour d'Oivi, tandis que le 2/1er bataillon, détaché de la 16e, effectue un mouvement de flanc avec les trois bataillons de la 25e brigade – les 2/25e, 2/31e et 2/33e bataillons d'infanterie – envoyés sur un large mouvement de flanc autour de Gorari en passant par Kobara et Komondo.
Avançant vers l'est le long d'une piste parallèle au sud de la piste Kokoda-Sananada, le 6 novembre, le 2/1er déborde Oivi, cherchant une piste latérale pour les emmener au nord vers Gorari à Waju. Au départ, cet objectif n'est pas atteint dans la jungle épaisse et le bataillon est retardé d'un jour car celui-ci doit rebrousser chemin vers l'ouest pour retrouver ses repères. Une fois la piste localisée le 7 novembre, le 2/1er est rejoint par le reste de la 25e brigade, où ils commencent à avancer vers le nord. En réponse, les Japonais déploient les IIe et IIIe bataillons du 144e régiment au sud de Gorari à Baribe, à mi-chemin le long de la piste Waju-Gorari, pour former une position défensive. Le 8 novembre, alors que le 41e régiment d'infanterie subit de lourds bombardements aériens tout en mitraillant des avions américains autour d'Oivi, le Ier bataillon du 144e se retire d'Oivi où celui-ci soutenait le 41e, pour protéger Gorari.
Le 9 novembre, deux bataillons australiens commencent à encercler les Japonais autour de Baribe, tandis que deux autres bataillons contournent la position et avancent vers Gorari. De violents combats au corps à corps s'ensuivent, alors que les 2/31e et 2/25e combattent autour de Baribe, le 2/33e investit Gorari par l'ouest et le 2/1er attaque par l'est et se heurte au quartier général d'Horii. Des éléments du 2/31e poussent également autour du 2/1er pour couper la piste plus à l'est le 11 novembre. Alors que le mouvement en tenaille menace d'encercler les défenseurs japonais autour d'Oivi manquant de munitions et affaiblis par le manque de nourriture, Horii leur donne l'ordre de se replier. Dans la soirée du 11 au 12 novembre, les restes de la force japonaise rompent le contact et tentent de s'échapper à travers la rivière Kumusi. Dans la confusion, le 144e régiment d'infanterie ne reçoit pas l'ordre et doit se frayer un chemin à grands frais, tandis que le commandant du 41e régiment d'infanterie, Yazawa, décide de traverser le ruisseau d'Oivi (en crue à cause d'inondations) afin de rejoindre la côte, au lieu d'établir une arrière-garde. Cela est suivi par une reprise de la poursuite australienne alors que les Japonais continuent de se replier vers le nord. Les Australiens atteignent la rivière Kumusi, autour de Wairopi le 13 novembre, où les Japonais sont forcés d'abandonner une grande partie de leur artillerie et une grande quantité de munitions et d'autres provisions.

## Conséquences
Les combats autour d'Oivi et de Gorari sont la dernière grande bataille de la campagne de la piste Kokoda, bien que cela ne met pas fin aux combats dans la région. Le pont métallique de Wairopi fut détruit lors d'un raid de bombardement allié antérieur, et ainsi au cours de la période du 13 au 15 novembre, les ingénieurs australiens travaillent d'arrache-pied pour établir des points de passage, construisant plusieurs moyens de fortune, notamment des tyroliennes et une passerelle étroite, permettant d'établir une petite tête de pont dans un premier temps. En raison des magasins d'ingénierie limités, la traversée s'avère lente et ce n'est que le 15 novembre que la 25e brigade achève sa traversée, permettant à la 16e de les suivre. Pendant ce temps, des patrouilles sont entreprises à la recherche de poches isolées de Japonais sur la rive ouest du fleuve, tandis que des renforts sous la forme de la Chaforce (en) ad hoc, composée d'une compagnie de chaque bataillon de la 21e brigade, commencent à arriver pour renforcer la 25e brigade. Tard le 16 novembre, les Australiens achèvent leur traversée et la poursuite des forces japonaises se repliant se poursuit. Les Japonais survivants de la campagne de la piste Kokoda se sont ensuite rassemblés à l'embouchure du Kumusi, rejoignant les renforts japonais ayant été débarqués début décembre. Les mois suivants verront de violents combats sur la côte nord de la Papouasie, autour de Buna et de Gona, alors que les Alliés entreprendront un assaut frontal coûteux contre les têtes de pont japonaises, qui étaient fortement fortifiées.

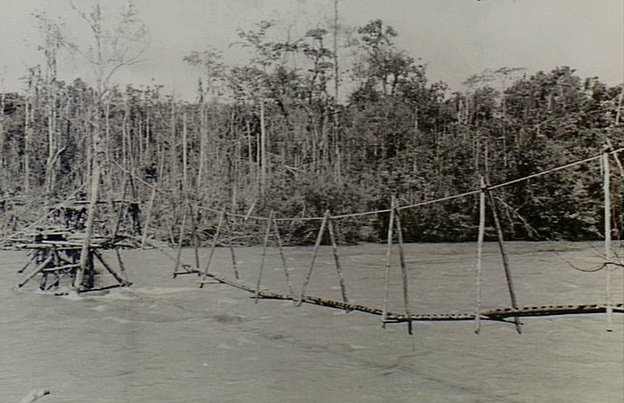
Un pont de fortune sur le Kumusi à Wairopi, novembre 1942.

Les pertes australiennes lors des combats autour d'Oivi et de Gorari s'élèvent à 121 tués et 225 blessés. En outre, l'état-major compte un grand nombre de soldats hors de combat en raison de maladies. En face, les Japonais comptent environ 430 tués et environ 400 blessés, et une grande quantité de matériel de guerre, dont 15 pièces d'artillerie. De plus, la traversée de la rivière en crue – atteignant jusqu'à 100 mètres de large par endroits – lors de la retraite japonaise augmentera significativement les pertes (la majeure partie de noyade), Horii lui-même devenant victime de ce sort alors qu'il tente de faire du rafting puis du canoë vers Giruawa. En analysant la bataille, l'auteur Peter Brune écrit plus tard qu'Horii a commis une erreur en choisissant d'établir une position autour de Gorari, le terrain au-delà du Kumusi offrant apparemment de meilleures caractéristiques défensives. Néanmoins, l'historien Eustace Keogh écrit que la défense japonaise a été menée avec « l'habileté et la détermination », « les Australiens devant redoubler d'effort pour leur succès ». De plus, Craig Collie et Hajime Marutani notent que la retraite japonaise est parvenue à ralentir l'avance australienne assez longtemps pour permettre aux ingénieurs japonais d'établir un système défensif solide autour de Buna, Gona et Sanananda.
Après la guerre, un honneur de bataille – désigné « Oivi - Gorari » – est décerné aux unités australiennes pour leur implication dans les combats de ces deux localités. Cet distinction a été décerné aux 3e, 2/1er, 2/2e, 2/3e, 2/25e, 2/31e, 2/33e bataillons d'infanterie.

### Lectures complémentaires
- Kengoro Tanaka, Operations of the Imperial Japanese Armed Forces in the Papua New Guinea Theater During World War II, Tokyo, Japan, Japan Papua New Guinea Goodwill Society, 1980 (OCLC 9206229)